# Arthur Heid
Arthur Heid, 23 septembre 1906 à Bettviller (Lorraine annexée) et mort 26 mai 1992 à Paris 17e, est un homme politique français. 

## Biographie
Diplômé de l'École supérieure de commerce de Dijon, il devient officier de réserve.
Candidat soutenu par la Fédération républicaine aux élections législatives de 1936, il se veut un républicain indépendant, membre d'aucun parti. Il défend les travailleurs, la diminution du nombre de parlementaire et est pour l'abolition du cumul des mandats. Pour la Moselle, il est pour la dualité des langues dans l'administration et l'enseignement, les traditions religieuses et le Concordat. Il veut réduire les taxes sur les bouilleurs de cru et diminuer les peines sévères sur l'alcool. Élu, il s'inscrit au groupe des Indépendants d'action populaire, qui regroupe de nombreux élus d'orientation chrétienne et sociale issus des régions de l'est de la France. Il participe aux débats sur le projet de loi pour les grands travaux contre le chômage et des budgets de 1938 et 1939.
Le 10 juillet 1940, Arthur Heid vote en faveur de la remise des pleins pouvoirs au Maréchal Pétain. Il participe à la Résistance dans le Puy-de-Dôme comme agent de liaison. Son éligibilité relevé pour faits de résistance, il se présente aux élections législatives de 1946 aux côtés d'un autre ancien député IAP de la Lorraine, Alex Wiltzer. Mais le Mouvement républicain populaire et l'Union démocratique et socialiste de la Résistance remportent tous les sièges en jeu et Arthur Heid ne retrouve pas le chemin du Parlement. Il rentre dans au ministère de la Guerre comme rédacteur puis chef de section. Il se représente une dernière fois aux élections législatives de 1956 sur la liste des Républicains sociaux de Alfred Krieger contre Robert Schuman mais n'obtient que 5 % des suffrages.